# Bill Bryson
Bill Bryson (Des Moines, 8 de Dezembro de 1951) é um escritor norte-americano.

## Carreira
Bill Bryson é um escritor Norte-Americano que uma expedição em 1973 levou até ao Reino Unido onde conheceu a mulher que viria a ser sua esposa e onde decidiu estabelecer-se. Escreveu para os jornais The English, The Times e The Independent durante muitos anos, especializando-se em artigos do curso para complementar os seus rendimentos. Viveu com a família no norte de Yorkshire antes de voltar de novo para os E.U.A. em 1995, para Hanover, de Nova Hampshire, com sua esposa e quatro crianças. Em 2003, Bryson e a sua família mudaram-se de novo para o Reino Unido, onde reside actualmente.

## Obras
- The Palace under the Alps and Over 200 Other Unusual, Unspoiled and Infrequently Visited Spots in 16 European Countries (1985)
- The Lost Continent (1989), primeiro livro de viagem, uma viagem no Chevrolet da sua mãe em torno da 'pequena' América.
- Nem aqui nem ali: a Europa de Estocolmo a Istambul - no original Neither Here nor There: Travels in Europe, Made in America, The Mother Tongue (1992)
- Made in America (1994)
- Crónicas de uma pequena ilha (1998) - no originalWalk in the Woods, I'm A Stranger Here Myself (publicado na Inglaterra como Notes from a Small Island)
- Notas sobre um país grande - no original Notes from a big country (1999)
- Na terra dos cangurus (2000) - no original In a Sunburned Country (publicado na Inglaterra como Down Under).
- Bill Bryson's Dictionary of Troublesome Words (2002)
- Diário Africano - no original Bill Bryson's African Diary (2002)
- Breve história de quase tudo: uma viagem pela ciência, divertida, prática e muito bem documentada - no original A Short History of Nearly Everything (2003)
- O rapaz relâmpago - no original The lifes and times of the thunderbolt kid (2006)
- Shakespeare: dos oito aos oitenta - no original Shakespeare: The World as Stage (2007)
- Em casa: breve história da vida privada - no original At home: a short story of the private life (2010)
- Aquele Verão - no original One Summer: America 1927 (2013)
- The Road to Little Dribbling: More Notes From a Small Island (2015)
- Corpo: Um Guia Para Usuários - no original The Body: A Guide For Occupants (2019)